# Brabham BT50
La Brabham BT50 è una monoposto di Formula 1 realizzata dal team inglese Brabham e ha preso parte al campionato mondiale del 1982.

## Tecnica
La Brabham BT50 è stata sviluppata direttamente dalla BT49. La BT50 aveva un telaio in monoscocca di alluminio con pannelli di rinforzo in fibra di carbonio ed era motorizzata con un BMW M12/13 1.5 l Turbo, che era stato sperimentato tra il 1980 e il 1981 su una BT49 modificata. La BT50 aveva un passo leggermente più lungo rispetto alla BT49 Il cambio era lo stesso Hewland/Alfa Romeo a 5 rapporti usato dal 1976, quando le vetture del team erano motorizzate con motori Alfa Romeo V12.
La BT50 ha debuttato nelle prove libere del Gran Premio di Gran Bretagna 1981, con Piquet al volante. Il brasiliano fece registrare la velocità massima di 309 km/h, più alta di 25 km/h rispetto a quella della BT49.
I test della BT50, così come il corso della stagione 1982, sono stati segnati dall'inaffidabilità del motore, a tal punto che in alcune gare la BT50 fu sostituita dalla BT49D con Ford Cosworth DFV aspirato.

## La stagione
La BT50 debuttò al Gran Premio del Sudafrica 1982, dove Piquet si qualificò secondo e Patrese quarto, mentre in gara entrambi furono costretti al ritiro, rispettivamente per un testacoda al quarto giro e per una perdita d'olio dal motore al diciottesimo giro.
Al successivo Gran Premio del Brasile Ecclestone decise di iscrivere alla gara le BT49D, evoluzione delle BT49C usate la stagione precedente, considerando il motore BMW non ancora pronto per gareggiare. A Jacarepaguá Piquet concluse la gara al primo posto ma fu squalificato per avere gareggiato con la vettura sotto al peso minimo consentito. Le BT49D furono usate anche al Gran Premio degli Stati Uniti d'America-Ovest 1982, in cui Patrese concluse terzo, mentre Piquet ebbe problemi ai freni e terminò la sua corsa al ventiseiesimo giro.
Prima del Gran Premio del Belgio BMW minacciò di concludere il rapporto con la Brabham se la BT50 non fosse stata schierata in gara.  Di conseguenza Piquet e Patrese tornarono a guidare la BT50 partendo rispettivamente ottavo e nono; in gara Piquet concluse quinto ma a tre giri di distacco dal vincitore John Watson e Patrese fu costretto al ritiro da un incidente causato da un problema ai freni.
Dato che dopo il GP del Belgio i rapporti tra Brabham e BMW rimasero tesi, Ecclestone giunse al compromesso di iscrivere ai successivi gran premi una BT50 affidata a Piquet e di fare guidare a Patrese una BT49. Al Gran Premio di Monaco Patrese conquistò la vittoria mentre Piquet, che con la BT50 si qualificò ad oltre due secondi di distacco dal compagno di squadra, dovette ritirarsi per un guasto al cambio. 
A Detroit la Brabham ha dotato i motori BMW di turbocompressori modificati che permettevano di migliorare l'erogazione di potenza a bassi regimi. Durante la prima sessione di qualifica, il motore della BT50 di Piquet si guastò irreparabilmente e anche il motore del muletto ebbe problemi. La seconda sessione di qualifica fu disputata su bagnato e il brasiliano non riuscì a migliorare il suo tempo, mancando la qualificazione alla gara.
Anche al Gran Premio del Canada Patrese guidò una BT49, con una seconda BT49 a disposizione di Piquet nel caso vi fossero stati problemi con la BT50. Piquet si qualificò quarto e ottenne la vittoria, la prima in Formula 1 per un motore BMW, mentre Patrese concluse secondo su BT49. Piquet replicò la buona prestazione ottenuta in Canada concludendo secondo al successivo Gran Premio d'Olanda, in cui Patrese tornò alla guida di una BT50.

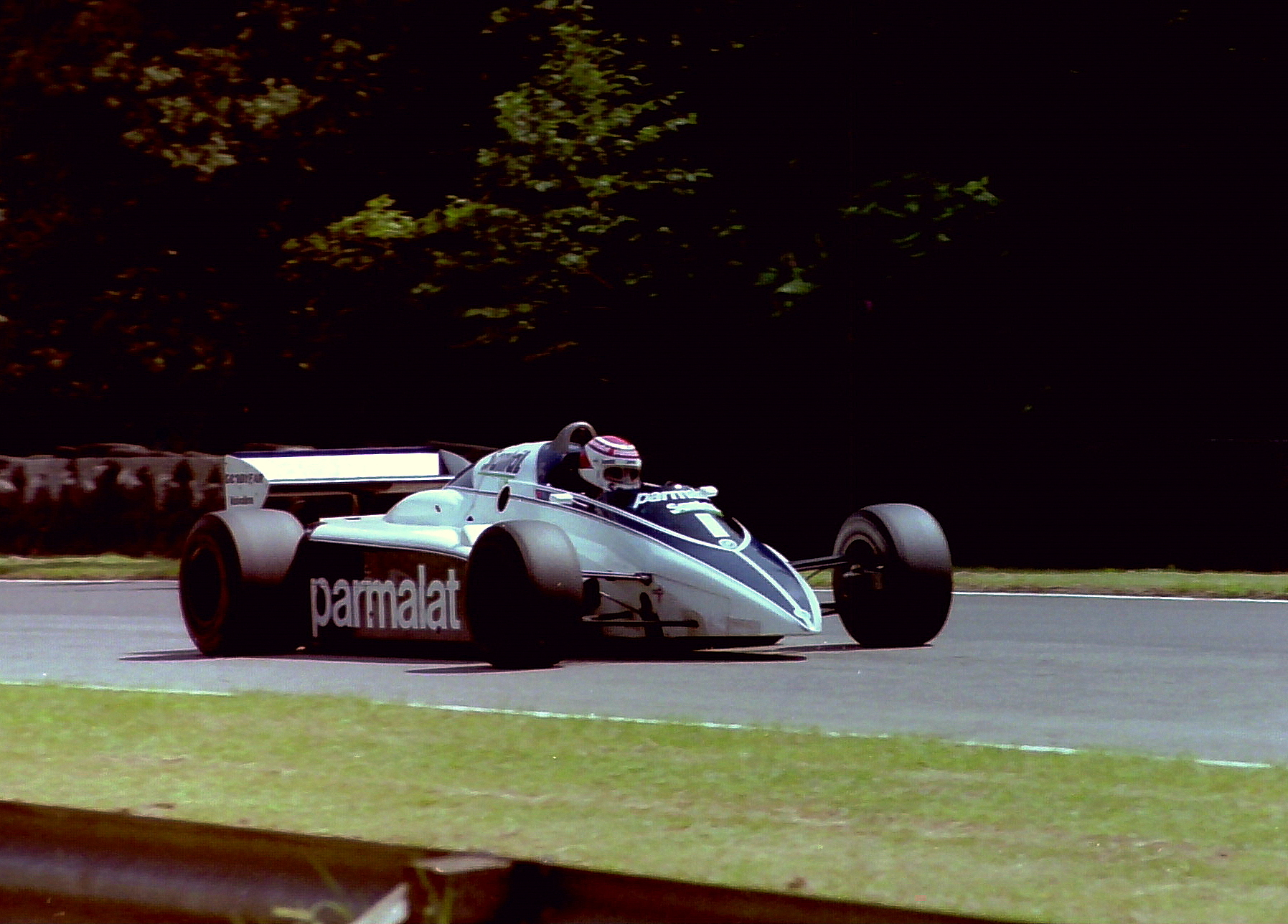
Piquet al Gran Premio di Gran Bretagna 1982, con il bocchettone per il rifornimento di carburante visibile sul lato destro della BT50

A partire dal Gran Premio di Gran Bretagna Gordon Murray implementò la strategia di rifornire la vettura durante un pit stop, permettendo alle BT50 di partire più leggere rispetto alle altre vetture, di ridurre l'usura dei freni e della trasmissione e di correre la seconda parte della gara con gomme più morbide. Patrese si qualificò secondo seguito da Piquet. In gara il motore di Patrese si spense alla partenza permettendo a Piquet di assumere la guida della corsa, salvo poi ritirarsi al nono giro a causa di un problema al sistema di alimentazione, impedendo al team di sperimentare la strategia del rifornimento in gara.
Durante la prima giornata di prove del Gran Premio di Francia, a causa del caldo, si ruppero ben quattro motori BMW, ma Piquet raggiunse la velocità di 331 km/h. Patrese e Piquet si qualificarono quarto e sesto; in gara le BT50 si trovarono a occupare le prime due posizioni dopo 5 giri, favorite dalla minore quantità di carburante imbarcato. Entrambi i piloti si ritirarono a causa di problemi al motore. Al Gran Premio di Germania sulle BT50 venne installata una presa d'aria sul lato destro della vettura per migliorare il raffreddamento del motore. In gara Patrese dovette ritirarsi nuovamente a causa di un guasto al motore mentre Piquet stava conducendo la gara quando al diciannovesimo giro entrò in contatto con la ATS di Eliseo Salazar, che si apprestava a doppiare. Dopo l'incidente Piquet cercò di aggredire il cileno.
Al Gran Premio d'Austria Piquet e Patrese si qualificarono in prima fila. Piquet anticipò il pit stop a causa dell'elevata usura degli pneumatici e Patrese assunse la guida della corsa, ma Piquet rimase fermo ai box per quasi un minuto perché i meccanici della Brabham non si aspettavano la sosta anticipata. Dopo la sosta Piquet rientrò in gara in quarta posizione, con Patrese ancora in testa. Al ventottesimo giro l'italiano fu vittima di un guasto al motore che lo mandò fuori pista, mentre sul motore della BT50 di Piquet la rottura di una camma lo costrinse al ritiro mentre si trovava in terza posizione. Al Gran Premio di Svizzera Patrese optò per una gara senza rifornimento e concluse quinto dopo essersi qualificato terzo, mentre Piquet non ottenne nessun vantaggio dal rifornimento a metà gara, chiudendo la gara al quarto posto dopo essere partito sesto.
Ai successivi Gran Premi d'Italia e di Las Vegas entrambe le BT50 furono costrette al ritiro, a Monza a causa di problemi alla frizione e al Caesars Palace a causa di problemi alla frizione e alle candele.
Complessivamente nel campionato 1982 Piquet ottenne 20 punti, tutti alla guida della BT50, chiudendo il campionato piloti in undicesima posizione, mentre Patrese chiuse decimo con 21 punti, di cui solo 2 ottenuti con la BT50.

## Risultati
| Anno | Team                 | Motore     | Gomme | Piloti  |     |    |   |  |     |     |    |   |    |     |     |     |     |   |     |     | Punti | Pos. |
| ---- | -------------------- | ---------- | ----- | ------- | --- | -- | - |  | --- | --- | -- | - | -- | --- | --- | --- | --- | - | --- | --- | ----- | ---- |
| 1982 | Parmalat Racing Team | BMW M12/13 | G     | Piquet  | Rit | SQ |   |  | 5   | Rit | NQ | 1 | 2  | Rit | Rit | Rit | Rit | 4 | Rit | Rit | 22    | 7º   |
| 1982 | Parmalat Racing Team | BMW M12/13 | G     | Patrese | Rit |    | 3 |  | Rit | 1   |    | 2 | 15 | Rit | Rit | Rit | Rit | 5 | Rit | Rit | 22    | 7º   |

| Legenda | 1º posto     | 2º posto | 3º posto    | A punti         | Senza punti/Non class.  | Grassetto – Pole position Corsivo – Giro più veloce |
| Legenda | Squalificato | Ritirato | Non partito | Non qualificato | Solo prove/Terzo pilota | Grassetto – Pole position Corsivo – Giro più veloce |